# Edgware Road (London Underground)

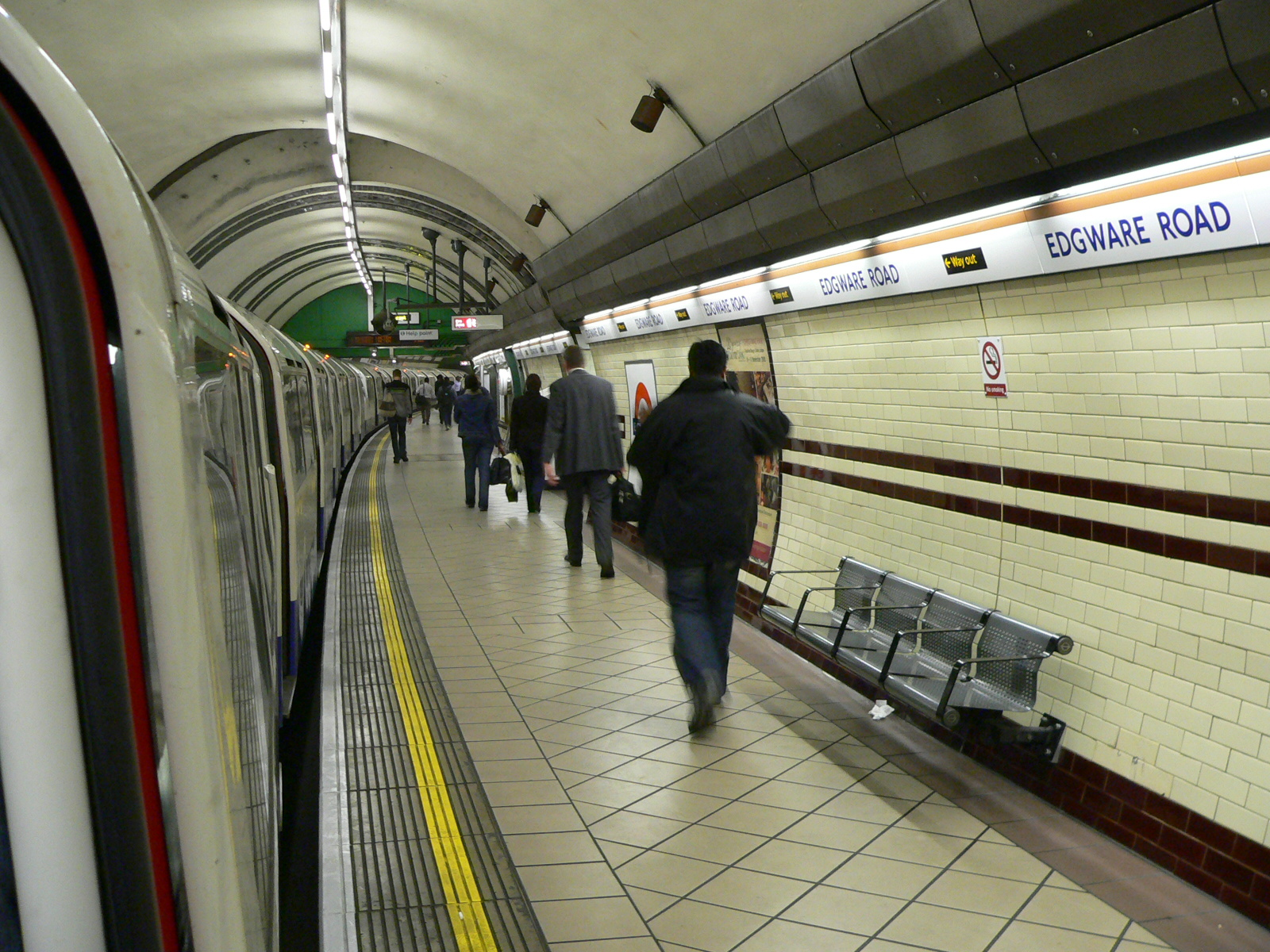
Bahnsteig der Bakerloo Line

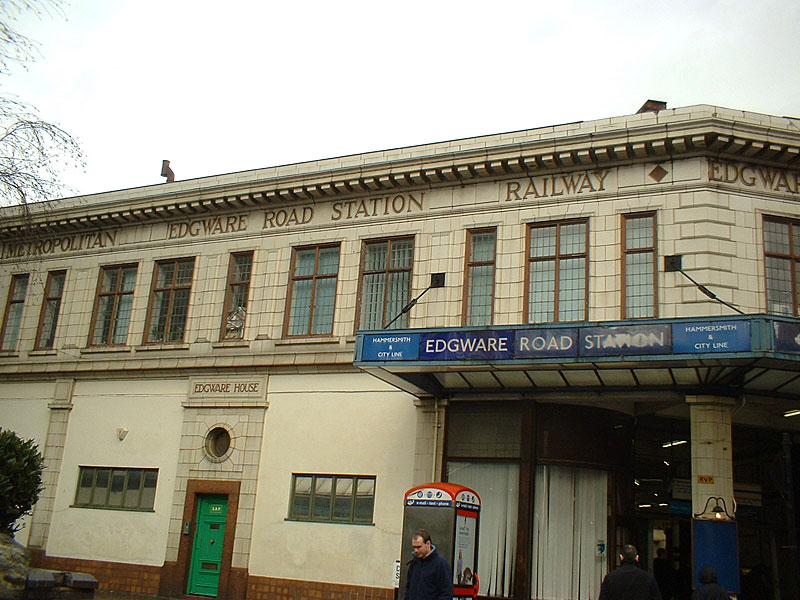
Stationsgebäude der Circle, District und Hammersmith & City Line

Edgware Road ist der Name zweier separater Stationen der London Underground im Stadtbezirk City of Westminster. Beide liegen in der Travelcard-Tarifzone 1 und sind rund 150 Meter voneinander entfernt; dazwischen liegt die Marylebone Road, eine mehrspurige Schnellstraße. Im Jahr 2014 wurden beide Stationen zusammen von 11,59 Millionen Fahrgästen genutzt.

## Bakerloo Line
Die Bahnsteige der Bakerloo Line befinden sich in einem tief liegenden Tunnel unter der Kreuzung der Edgware Road mit der Bell Street.  Die von Leslie Green entworfene Station wurde am 15. Juni 1907 eröffnet. Während mehr als sechs Jahren war hier Endstation, bis dann am 1. Dezember 1913 die Verlängerung zum Bahnhof Paddington den Betrieb aufnahm. Vom 24. Juni 1990 bis zum 28. Januar 1992 war die Station wegen Umbauarbeiten geschlossen. 2007 forderte Murad Qureshi, ein Abgeordneter der London Assembly, die Station in Church Street Market umzubenennen, um die Verwechslungsgefahr zu beseitigen.

## Circle, District und Hammersmith & City Line
Die zweite, etwas weiter südlich gelegene Station liegt in einem halboffenen Einschnitt. Hier halten die Züge der Circle Line, der District Line und der Hammersmith & City Line. Edgware Road ist Endstation der Nord-Süd-Hauptstrecke der District Line nach Earl’s Court und Wimbledon.
Das Stationsgebäude befindet sich nicht direkt an der Edgware Road, sondern wenige Meter davon entfernt an der Kreuzung der Chapel Street mit der Cabbell Street. Es wurde am 10. Januar 1863 als Teil der Strecke Paddington – Farringdon eröffnet, der ältesten U-Bahn-Linie der Welt. Während der Terroranschläge vom 7. Juli 2005 explodierte eine Bombe in einem Zug der Circle Line, der gerade in Richtung Paddington losgefahren war. Dabei wurden der Selbstmordattentäter und sechs weitere Personen getötet.

## Lage der Bahnhöfe
1. ↑  Lage der Bahnsteige für die Bakerloo Line 51° 31′ 13,7″ N, 0° 10′ 13,3″ W
2. ↑  Lage der Bahnsteige für die Circle, District und Hammersmith & City Line 51° 31′ 12,7″ N, 0° 10′ 0,4″ W